# Гречаны (станция)
Греча́ны — узловая участковая станция Жмеринской дирекции Юго-Западной железной дороги Украины. Станция расположена на северо-западной окраине Хмельницкого.
От станции отходят линии:
- на Тернополь (длина 112 км)
- на Староконстантинов I (52 км)
- на Жмеринку (106 км)
- на Ярмолинцы (39 км)

## История
В 1913 г. Общество Подольской железной дороги построило в селе Гречаны паровозное депо и железнодорожные мастерские. После открытия в 1913—1914 годах на Подольской железной дороге движения поездов по маршруту Проскуров — Шепетовка и Каменец-Подольский, именно станция Гречаны стала крупным железнодорожным узлом. Во время последовавших за тем воен Гречаны играли в стратегическом плане большую роль, чем город Проскуров (ныне Хмельницкий). Так, даже первый в истории города налëт вражеской авиации, произошедшего во время Первой мировой войны в 1915 г., был направлен не столько на Проскуров, сколько на Гречаны.
Депо «Гречаны» славится известным бронепоездом «Гандзя», который в годы Гражданской войны был собран для красноармейцев всего за одну ночь гречанскими железнодорожниками.
Во время Великой Отечественной войны станция Гречаны была в поле «особого» внимания немецких оккупантов. Однако это не помешало местным железнодорожникам уже в 1941 г. создать подпольную антифашистскую группу, которая выводила из строя технику, срывала движение поездов, проводила другие диверсии. Имена Л. Пирковского, X. Саварчука, В. Ручковской и других подпольщиков навечно вписаны в героическую историю сопротивления Гречан.

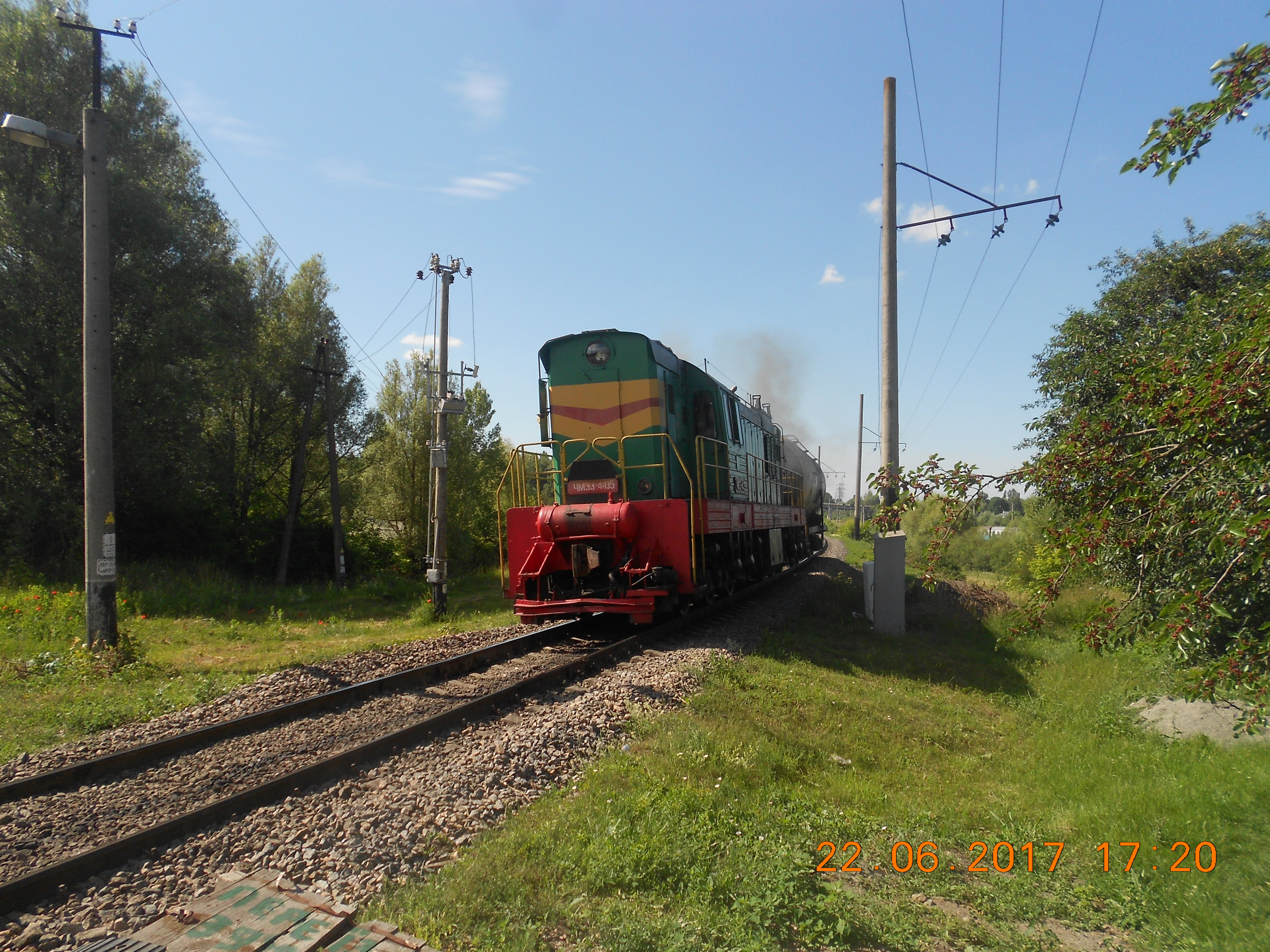
Тепловоз ЧМЭ3-4435 на станции "Гречаны"

В марте 1944 г. во время наступления в ходе Проскуровско-Черновицкой операции частей 127-й стрелковой дивизии в составе 1-го Украинского фронта за станцию Гречаны велись ожесточëнные бои.
В 1946 г. пригородное село и станция Гречаны были присоединены к городу Проскурову.
Расположена в западной части города Хмельницкий. Возле станции находится локомотивное депо ТЧ-5 «Гречаны». Сегодня в депо насчитывается свыше 50 единиц подвижного состава. Историческим подвижным составом являются:
— Паровозы: Су, Еа, СОм17, Эв/и, Л и ЛВ.
К действующему:
— Тепловозы: 2М62, ТЭМ2, ТЭМ2У, ТЭМ2УМ, 2М62У, М62, ЧМЭ3 и ЧМЭ3Т.